# Kalina (województwo zachodniopomorskie)
Kalina (niem. Meierei) – wieś w Polsce położona w województwie zachodniopomorskim, w powiecie świdwińskim, w gminie Sławoborze.